# Clem Loughlin
Clement Joseph "Clem" Loughlin, född 15 november 1892 i Carroll, Manitoba, död 8 februari 1977 i Viking, Alberta, var en kanadensisk professionell ishockeyspelare på backpositionen. Loughlin spelade som professionell för Portland Rosebuds, Victoria Aristocrats och Victoria Cougars i PCHA, WCHL och WHL samt för Detroit Cougars och Chicago Black Hawks i NHL åren 1916–1929. 1925 vann han Stanley Cup med Victoria Cougars. Innan proffsåren vann Loughlin dessutom Allan Cup, som kanadensisk amatörmästare, med Winnipeg Monarchs.
Efter spelarkarriären tränade Loughlin Chicago Black Hawks under tre säsonger åren 1934–1937. Hans yngre bror Wilf Loughlin var även han professionell ishockeyspelare och bröderna spelade tillsammans i Victoria Aristocrats och Victoria Cougars i PCHA.

## Statistik

### Spelare
MHL-Sr. = Manitoba Hockey Association
| 1910–11            | Winnipeg Monarchs      | MHL-Sr.            | 1   | 0  | 0  | 0  | 0   | – | – | – | – | –  |
| 1912–13            | Winnipeg Strathconas   | WSrHL              | 8   | 3  | 0  | 3  | 0   | 2 | 1 | 0 | 1 | 0  |
| 1912–13            | Winnipeg Monarchs      | MHL-Sr.            | 1   | 0  | 0  | 0  | 0   | – | – | – | – | –  |
| 1913–14            | Winnipeg Monarchs      | MHL-Sr.            | 1   | 1  | 0  | 1  | 0   | – | – | – | – | –  |
| 1913–14            | Winnipeg Strathconas   | MHL-Sr.            | 12  | 6  | 0  | 6  | 0   | – | – | – | – | –  |
| 1914–15            | Winnipeg Monarchs      | MHL-Sr.            | 5   | 2  | 3  | 5  | 12  | 8 | 6 | 0 | 6 | 10 |
| 1915–16            | Winnipeg Monarchs      | WSrHL              | 8   | 1  | 1  | 2  | 6   | 2 | 0 | 0 | 0 | 0  |
| 1916–17            | Portland Rosebuds      | PCHA               | 24  | 3  | 1  | 4  | 43  | – | – | – | – | –  |
| 1917–18            | Portland Rosebuds      | PCHA               | 16  | 2  | 0  | 2  | 6   | – | – | – | – | –  |
| 1919               | Victoria Aristocrats   | PCHA               | 16  | 1  | 3  | 4  | 3   | – | – | – | – | –  |
| 1919–20            | Victoria Aristocrats   | PCHA               | 22  | 2  | 2  | 4  | 18  | – | – | – | – | –  |
| 1920–21            | Victoria Aristocrats   | PCHA               | 24  | 7  | 3  | 10 | 21  | – | – | – | – | –  |
| 1921–22            | Victoria Aristocrats   | PCHA               | 24  | 6  | 3  | 9  | 6   | – | – | – | – | –  |
| 1922–23            | Victoria Cougars       | PCHA               | 30  | 12 | 10 | 22 | 24  | 2 | 0 | 0 | 0 | 4  |
| 1923–24            | Victoria Cougars       | PCHA               | 30  | 10 | 7  | 17 | 26  | – | – | – | – | –  |
| 1924–25            | Victoria Cougars       | WCHL               | 28  | 9  | 2  | 11 | 46  | 4 | 0 | 1 | 1 | 2  |
|                    |                        | Stanley Cup        | –   | –  | –  | –  | –   | 4 | 1 | 0 | 1 | 4  |
| 1925–26            | Victoria Cougars       | WHL                | 30  | 7  | 3  | 10 | 52  | 4 | 0 | 2 | 2 | 6  |
|                    |                        | Stanley Cup        | –   | –  | –  | –  | –   | 4 | 1 | 0 | 1 | 8  |
| 1926–27            | Detroit Cougars        | NHL                | 34  | 7  | 3  | 10 | 40  | – | – | – | – | –  |
| 1927–28            | Detroit Cougars        | NHL                | 43  | 1  | 2  | 3  | 21  | – | – | – | – | –  |
| 1928–29            | Chicago Black Hawks    | NHL                | 24  | 0  | 2  | 1  | 16  | – | – | – | – | –  |
| 1928–29            | Kitchener Millionaires | Can-Pro            | 18  | 3  | 1  | 4  | 21  | 3 | 0 | 0 | 0 | 8  |
| 1929–30            | London Panthers        | IHL                | 40  | 5  | 2  | 7  | 37  | 2 | 0 | 0 | 0 | 0  |
| 1930–31            | London Tecumsehs       | IHL                | 46  | 4  | 7  | 11 | 50  | – | – | – | – | –  |
| 1931–32            | London Tecumsehs       | IHL                | 42  | 0  | 0  | 0  | 2   | 6 | 0 | 0 | 0 | 0  |
| MHL-Sr. totalt     | MHL-Sr. totalt         | MHL-Sr. totalt     | 20  | 9  | 3  | 12 | 12  | 8 | 6 | 0 | 6 | 12 |
| PCHA totalt        | PCHA totalt            | PCHA totalt        | 186 | 43 | 29 | 72 | 147 | 2 | 0 | 0 | 0 | 4  |
| WCHL + WHL totalt  | WCHL + WHL totalt      | WCHL + WHL totalt  | 58  | 16 | 5  | 21 | 98  | 8 | 0 | 3 | 3 | 8  |
| NHL totalt         | NHL totalt             | NHL totalt         | 101 | 8  | 6  | 14 | 77  | – | – | – | – | –  |
| IHL totalt         | IHL totalt             | IHL totalt         | 128 | 9  | 9  | 18 | 89  | 8 | 0 | 0 | 0 | 0  |
| Stanley Cup totalt | Stanley Cup totalt     | Stanley Cup totalt | –   | –  | –  | –  | –   | 8 | 2 | 0 | 2 | 12 |

Statistik från hockey-reference.com

### Tränare
M = Matcher, V = Vinster, F = Förluster, O = Oavgjorda, P = Poäng
| Lag                 | Säsong  | Grundserie | Grundserie | Grundserie | Grundserie | Grundserie | Grundserie              | Slutspel                |
| Lag                 | Säsong  | M          | V          | F          | O          | P          | Resultat                | Resultat                |
| ------------------- | ------- | ---------- | ---------- | ---------- | ---------- | ---------- | ----------------------- | ----------------------- |
| Chicago Black Hawks | 1934–35 | 48         | 26         | 17         | 5          | 57         | 2:a i American Division | Förlust i första rundan |
| Chicago Black Hawks | 1935–36 | 48         | 21         | 19         | 8          | 50         | 3:a i American Division | Förlust i första rundan |
| Chicago Black Hawks | 1936–37 | 48         | 14         | 27         | 7          | 35         | 4:a i American Division | –                       |
| Totalt              | Totalt  | 144        | 61         | 63         | 20         | 142        |                         |                         |

## Meriter
- Allan Cup – 1915 med Winnipeg Monarchs
- PCHA First All-Star Team – 1923–24
- PCHA Second All-Star Team – 1920–21, 1921–22 och 1922–23
- Stanley Cup – 1925 med Victoria Cougars